# Список малых базилик Мальты
Список малых базилик Мальты представляет собой список католических храмов Республики Мальта, которым Ватиканом присвоен титул малой базилики. Этот почётный титул присваивается римским папой в ознаменование древности храма, его исторической важности или значимости как паломнического центра.
По состоянию на начало 2013 года восемь мальтийских храмов обладали титулом малой базилики.
| № | Место                  | Название базилики                                                                                        | Время основания | Дата присвоения титула | Фото | Диоцез            |
| - | ---------------------- | --- | --------------- | ---------------------- | ---- | ----------------- |
| 1 | Валлетта, о-в Мальта   | Базилика Девы Марии Порто-Сальво и Святого Доминика (мальт. Parrocca Matrici u Bazilika San Duminku)     | 1571 год        | 24.03.1816             |      | Архидиоцез Мальты |
| 2 | Валлетта, о-в Мальта   | Базилика Девы Марии Кармельской (мальт. Santwarju Bazilika Tal-Madonna Tal-Karmnu)                       | 1573 год        | 14.05.1895             |      | Архидиоцез Мальты |
| 3 | Сенглеа, о-в Мальта    | Базилика Рождества Девы Марии (мальт. Knisja Kolleggjata Arcipretali Ta’ Marija Bambina)                 | 1580 год        | 10.11.1920             |      | Архидиоцез Мальты |
| 4 | Арб, о-в Гоцо          | Базилика Пресвятой Девы Марии Та'Пину (мальт. Santwarju tal-Madonna ta' Pinu)                            | XVI век         | 10.08.1932             |      | Диоцез Гоцо       |
| 5 | Биркиркара, о-в Мальта | Базилика Святой Елены (мальт. Knisja Kolleggjata Parrokkjali Ta’ Sant’ Elena)                            | 1727 год        | 18.01.1950             |      | Архидиоцез Мальты |
| 6 | Виктория, о-в Гоцо     | Базилика Святого Георгия (мальт. Bazilika San Ġorġ)                                                      | 1672 год        | 06.09.1958             |      | Диоцез Гоцо       |
| 7 | Надур, о-в Гоцо        | Базилика Святых Петра и Павла (англ. Basilica of Sts. Peter and Paul)                                    | 1760 год        | 26.06.1967             |      | Диоцез Гоцо       |
| 8 | Шаара, о-в Гоцо        | Базилика Рождества Благословенной Девы Марии (англ. Basilica of the Nativity of the Blessed Virgin Mary) | 1815 год        | 26.08.1967             |      | Диоцез Гоцо       |